# Kirsten Winkelmann
Kirsten Winkelmann (* 11. November 1969) ist eine deutsche Schriftstellerin.

## Leben
Winkelmann absolvierte ein Jurastudium und im Jahr 1995 das Erste Juristische Staatsexamen sowie eine Ausbildung zur Diplom-Finanzwirtin. Sie ist verheiratet, hat vier Kinder, lebt in Norddeutschland und gehört einer evangelisch-freikirchlichen Gemeinde an.

## Veröffentlichungen
- Alles aus Berechnung. Roman. Gerth Medien, Aßlar 2003, ISBN 978-3-89437-828-8; 3. Taschenbuchauflage 2011
- Zwei Leben, eine Liebe. Gerth Medien, Aßlar 2004, ISBN 978-3-89437-931-5
- Schwesterherz. Roman. Gerth Medien, Aßlar 2006, ISBN 978-3-86591-104-9; 1. Taschenbuch-Sonderauflage 2012
- Als gäbe es kein Gestern. Gerth Medien, Aßlar 2010, ISBN 978-3-86591-545-0; Jubiläumsausgabe 2014
- Zwischen Treue und Verrat. Gerth Medien, Aßlar 2012, ISBN 978-3-86591-717-1
- Aus heiterem Himmel. Gerth Medien, Aßlar 2015, ISBN 978-3-95734-052-8
- Der Speersohn. Brunnen Verlag, Gießen 2021, ISBN 978-3-7655-2118-8
- Der Speersohn – Die Frau des Bleityrannen. Brunnen Verlag, Gießen 2021, ISBN 978-3-7655-2119-5